# 렉시스

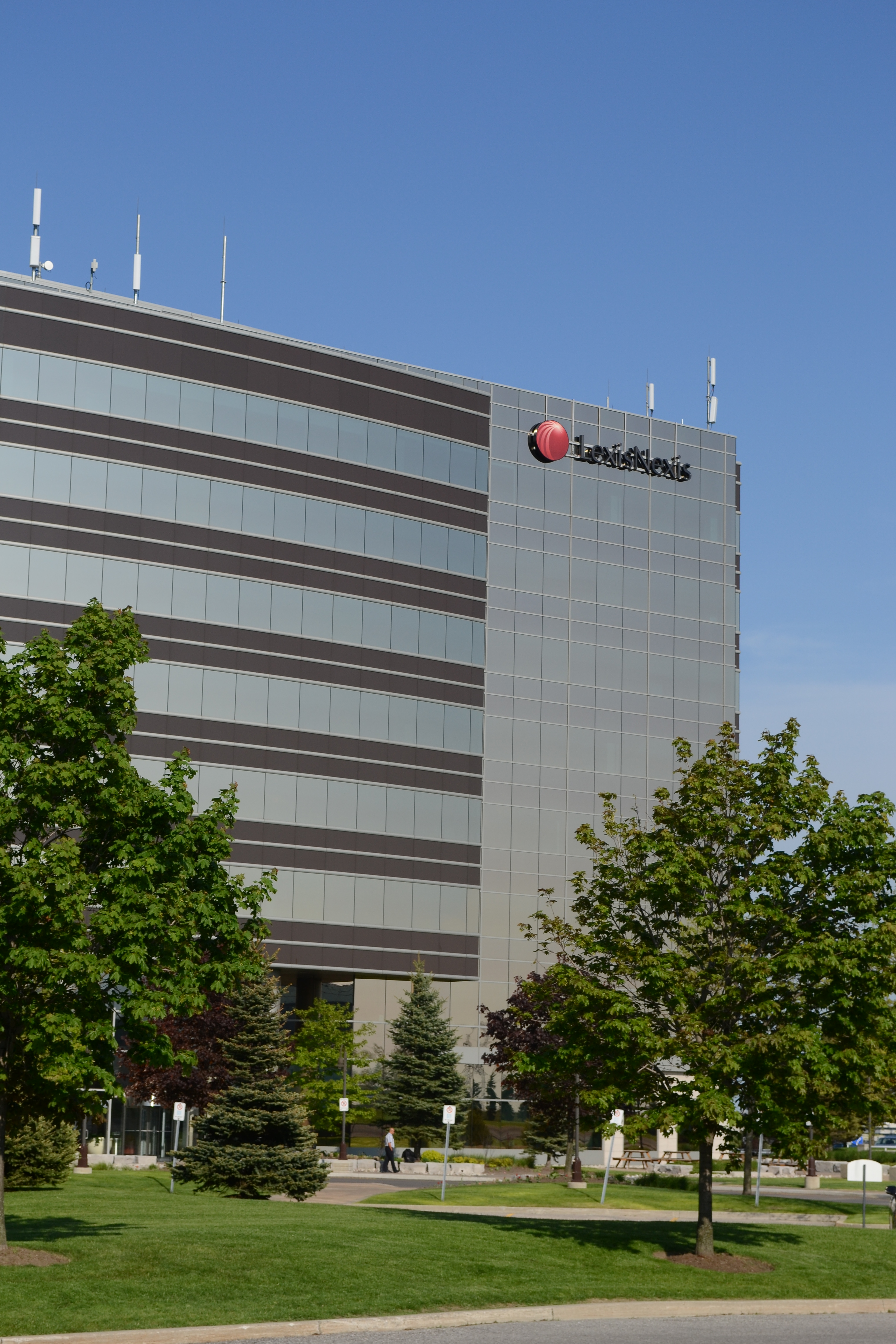

렉시스 또는 렉시스넥시스(LexisNexis, Lexis)는 문서검색 상업 데이터베이스이다. 신문, 잡지, 뉴스, 법률 및 공공기록 등 다양한 자료를 보유하고 있으며 세계 최대의 공공 기록 목록을 보유하고 있다고 주장한다. 법률시장에서 관련 법령이나 판례를 찾을 때 웨스트로와 함께 널리 쓰인다. 현재 영국 네델란드계 기업인 Reed Elsevier가 소유하고 있다. 연방 및 주의 헌법, 법률, 명령, 조례, 규칙 등을 총 망라하여 검색 가능하다. 속보식, 회기별, 주제별, 주석식 법전이 모두 수록되어 있으며 법령뿐만 아니라 방대한 양의 관련 문헌과 자료, 그리고 판례를 입체적으로 검색할 수 있다. 단지 유료회원제로 운영되며 사용료가 높은 편이다.

## 같이 보기
- 웨스트로